# NCSM Mahone (J159)
Le NCSM  Mahone (pennant number J159) (ou en anglais HMCS Mahone) est un dragueur de mines de la Classe Bangor lancé pour la Royal Canadian Navy (RCN) et qui a servi pendant la Seconde Guerre mondiale.

## Conception
Le Mahone est commandé le 23 février 1940 dans le cadre du programme de la classe Bangor de 1939-40 pour le chantier naval de North Vancouver Ship Repairs Limited de North Vancouver en Colombie-Britannique au Canada. La pose de la quille est effectuée le 13 août 1940, le Mahone est lancé le 14 novembre 1940 et mis en service le 29 septembre 1941.
La classe Bangor doit initialement être un modèle réduit de dragueur de mines de la classe Halcyon au service de la Royal Navy,. La propulsion de ces navires est assurée par 3 types de motorisation: moteur diesel, moteur à vapeur à pistons à double ou triple expansions et turbine à vapeur. Cependant, en raison de la difficulté à se procurer des moteurs diesel, la version diesel a été réalisée en petit nombre.
Les dragueurs de mines de classe Bangor version canadienne déplacent 683 tonnes en charge normale. Afin de pouvoir loger les chaufferies, ce navire possède des dimensions plus grandes que les premières versions à moteur diesel avec une longueur totale de 54,9 mètres, une largeur de 8,7 mètres et un tirant d'eau de 2,51 mètres. Ce navire est propulsé par 2 moteurs alternatifs verticaux à triple détente alimentés par 2 chaudières à tubes d'eau à 3 tambours Admiralty et entraînant deux arbres d'hélices. Le moteur développe une puissance de 2 400 chevaux-vapeur (1 790 kW) et atteint une vitesse maximale de 16 nœuds (30 km/h). Le dragueur de mines peut transporter un maximum de 152 tonnes de fioul.
Leur manque de taille donne aux navires de cette classe de faibles capacités de manœuvre en mer, qui seraient même pires que celles des corvettes de la classe Flower. Les versions à moteur diesel sont considérées comme ayant de moins bonnes caractéristiques de maniabilité que les variantes à moteur alternatif à faible vitesse. Leur faible tirant d'eau les rend instables et leurs coques courtes ont tendance à enfourner la proue lorsqu'ils sont utilisés en mer de face.
Les navires de la classe Bangor sont également considérés comme exiguës pour les membres d'équipage, entassant 6 officiers et 77 matelots dans un navire initialement prévu pour un total de 40.

## Histoire

### Seconde Guerre mondiale
Le Mahone est mis en service dans la Marine royale du Canada à Vancouver le 29 septembre 1941. Le dragueur de mines quitte Esquimalt, en Colombie-Britannique, le 11 novembre pour la côte Est du Canada. Le Mahone arrive à Halifax, en Nouvelle-Écosse, le 11 décembre et est affecté à la Western Local Escort Force (WLEF) (Force d'escorte locale de l'Ouest) en tant qu'escorte de convoi.
En mai 1942, le navire est transféré à la Halifax Force (Force de Halifax), la force d'escorte locale opérant à partir de Halifax. Le navire reste avec l'unité jusqu'en janvier 1943, date à laquelle le Mahone commence un carénage le 19 janvier à Liverpool (Nouvelle-Écosse).
Le carénage se termine le 3 avril 1943 et le Mahone est affecté à la Gaspé Force (Force de Gaspé), le groupe de patrouille et d'escorte des convois chargé de protéger les convois dans le golfe du Saint-Laurent et le fleuve Saint-Laurent à partir de la région de Gaspé au Québec. En septembre 1943, le Mahone fait partie des navires de guerre déployés dans le cadre de la force canadienne pour mettre fin à l'opération Kiebitz, le plan allemand visant à libérer les capitaines de U-Boot prisonniers de guerre d'un camp au Canada. Le Mahone fait partie de ceux qui sont envoyés pour intercepter le U-Boot U-536 alors qu'il entre dans la baie des Chaleurs pour sauver les prisonniers. Le sous-marin aperçoit les navires de guerre avant d'entrer dans le port et interrompt la tentative avant de pouvoir être intercepté.
En novembre 1943, le Mahone est réaffecté à la Halifax Force puis transféré à la Sydney Force (Force de Sydney), la force de patrouille et d'escorte locale opérant depuis Sydney (Nouvelle-Écosse). Le 29 janvier 1944, le dragueur de mines est éperonné par le navire marchand SS Fort Townshend au large de Louisbourg, en Nouvelle-Écosse. Les réparations effectuées à Halifax durent quatre mois. Après avoir été remis en état aux Bermudes, le navire revient à Halifax en juillet 1945 et y reste en service jusqu'à son retrait le 6 novembre 1945. Le navire est amené à Shelburne (Nouvelle-Écosse), où il est mis à disposition.

### Après-guerre
En 1946, le Mahone est placé en réserve stratégique et emmené à Sorel, au Québec. Pendant la guerre de Corée, le navire est réactivé par la Marine royale du Canada et reçoit le nouveau numéro de coque (Pennant number) FSE 192 et est réaffecté comme escorte côtière. Cependant, le navire n'est jamais remis en service et reste en réserve à Sydney jusqu'au 29 mars 1958, date à laquelle le Mahone est officiellement transféré à la Marine turque.
Rebaptisé TCG Beylerbeyi  (TCG pour Türkiye Cumhuriyeti Gemisi ou Navire de la République de Turquie) par la marine turque, le navire reste en service jusqu'en 1972, date à laquelle le Beylerbeyi  est mis au rebut. Le navire est démantelé en Turquie en 1972. Le registre du navire n'est supprimé qu'en 1979.

### Honneurs de bataille
- Atlantic 1942-1945

### Participation auxconvois
Le Mahone a navigué avec les convois suivants au cours de sa carrière:
1. Convoi BX 35
2. Convoi BX 147
3. Convoi BX 152
4. Convoi BX 154
5. Convoi BX 157
6. Convoi BX 159
7. Convoi HX 174
8. Convoi HX 318
9. Convoi HX 329
10. Convoi ON 72
11. Convoi ON 254
12. Convoi ON 275
13. Convoi ONS 45
14. Convoi SC 70
15. Convoi SC 73
16. Convoi XB 18
17. Convoi XB 147
18. Convoi XB 152
19. Convoi XB 153A
20. Convoi XB 157
21. Convoi XB 159

### Commandement
- T/Lieutenant (T/Lt.) Donald McIntosh Stewart (RCNR) du 29 septembre 1941 au 31 mai 1942
- T/Lieutenant (T/Lt.) Kenneth David Heath (RCNVR) du 1er juin 1942 au 30 janvier 1944
- T/Lieutenant (T/Lt.) William Turner (RCNR) du 31 janvier 1944 à mi-1944
- T/Lieutenant (T/Lt.) John Campbell Tyrer (RCNVR) de mi-1944 au 5 juin 1944
- T/Lieutenant (T/Lt.) Lyle Robert Hoar (RCNVR) du 5 juin 1944 au 25 mars 1945
- T/Lieutenant (T/Lt.) Norman Russell Chappell (RCNVR) du 26 mars 1945 au 6 novembre 1945

Notes:
RCNR: Royal Canadian Naval Reserve
RCNVR: Royal Canadian Naval Volunteer Reserve 